# 罗卡卢梅拉
罗卡卢梅拉（義大利語：Roccalumera），是意大利西西里大区墨西拿廣域市的一个市镇。总面积8.77平方公里，人口4272人，人口密度487.1人/平方公里（2009年）。ISTAT代码为083072。